# Verchain-Maugré
Verchain-Maugré – miejscowość i gmina we Francji, w regionie Hauts-de-France, w departamencie Nord.
Według danych na rok 1990 gminę zamieszkiwały 1033 osoby, a gęstość zaludnienia wynosiła 107 osób/km² (wśród 1549 gmin regionu Nord-Pas-de-Calais Verchain-Maugré plasuje się na 549. miejscu pod względem liczby ludności, natomiast pod względem powierzchni na miejscu 343.).